# نادي أوسبيتاليت
مركز أوسبيتاليت للرياضة (بالكتالانية: Centre d'Esports L'Hospitalet) نادي كرة قدم إسباني يلعب في دوري الدرجة الثانية الإسباني بي. تم تأسيس النادي في عام 1957.

## روابط خارجية
- CE L'Hospitalet